# Quàrtica puntiforme

Quàrtica puntiforme amb a = 1 i b = 1

En matemàtiques, una quàrtica puntiforme és una corba quàrtica d'unicursal amb tres punts d'inflexió, definida per l'equació
{\displaystyle a^{2}y^{2}-b^{2}x^{2}=x^{2}y^{2}\,}
La quàrtica puntiforme té tres punts dobles al pla projectiu real, a x=0 i y=0, x=0 i z=0, i y=0 i z=0, i és per això una corba unicursal (racional) de gènere zero.
Si
{\displaystyle f(z)=\sum _{n=0}^{\infty }{2n \choose n}z^{2n+1}=z+2z^{3}+6z^{5}+20z^{7}+\cdots }
llavors
{\displaystyle y=f\left({\frac {x}{2a}}\right)\pm 2b\ }
són les dues branques de la corba a l'origen.